# Rejon hulajpolski
Rejon hulajpolski – jednostka administracyjna wchodząca w skład obwodu zaporoskiego Ukrainy.
Rejon został utworzony w 1958 roku, ma powierzchnię 1780 km² i liczy około 32 tysięcy mieszkańców. Siedzibą władz rejonu jest Hulajpołe.
Na terenie rejonu znajdują się 1 miejska rada, 1 osiedlowa rada i 18 silskich rad, obejmujących w sumie 56 wsi i 2 osady.